# Dominio lipschitziano
In matematica, un dominio lipschitziano o dominio a frontiera lipschitziana è un sottoinsieme aperto e connesso di uno spazio euclideo la cui frontiera è "sufficientemente regolare", nel senso che può essere pensato essere localmente come il grafico di una funzione lipschitziana. Il termine deriva dal matematico tedesco Rudolf Lipschitz.
Molti teoremi di immersione di Sobolev richiedono che il dominio in esame sia lipschitziano; di conseguenza molte equazioni alle derivate parziali e problemi variazionali vengono studiati  su domini lipschitziani.

## Definizione
Sia {\displaystyle n\in \mathbb {N} } e {\displaystyle \Omega } un sottoinsieme aperto e limitato di {\displaystyle \mathbb {R} ^{n}}. Sia {\displaystyle \partial \Omega } la frontiera di {\displaystyle \Omega }. Allora {\displaystyle \partial \Omega } viene definita frontiera lipschitziana ed {\displaystyle \Omega } dominio lipschitziano se per ogni punto {\displaystyle p\in \partial \Omega } esiste un raggio {\displaystyle r>0} ed una mappa {\displaystyle h_{p}:B_{r}(p)\to Q} tale che:
- {\displaystyle h_{p}} è una biezione
- {\displaystyle h_{p}} e {\displaystyle h_{p}^{-1}} sono entrambe lipschitziane
- {\displaystyle h_{p}(\partial \Omega \cap B_{r}(p))=Q_{0}}
- {\displaystyle h_{p}(\Omega \cap B_{r}(p))=Q_{+}}

dove:
{\displaystyle B_{r}(p):=\{x\in \mathbb {R} ^{n}|\|x-p\|<r\}}
denota la palla n-dimensionale di raggio {\displaystyle r} attorno a {\displaystyle p}, {\displaystyle Q} denota la palla unitaria {\displaystyle B_{1}(0)} e:
{\displaystyle Q_{0}:=\{(x_{1},\dots ,x_{n})\in Q|x_{n}=0\}}
{\displaystyle Q_{+}:=\{(x_{1},\dots ,x_{n})\in Q|x_{n}>0\}}